# Lepocreadium retrusum
Lepocreadium retrusum är en plattmaskart. Lepocreadium retrusum ingår i släktet Lepocreadium och familjen Lepocreadiidae. Inga underarter finns listade i Catalogue of Life.